# Zamach stanu w Sudanie (1989)
Zamach stanu w Sudanie (1989) – zakończony powodzeniem zamach stanu kierowany przez płk. Umara Hasana al-Baszira, przeciwko rządom premiera Sadika al-Mahdiego.

## Historia

### Tło konfliktu
Z powodu zaangażowania Sudanu w wojnę domową i wynikających z tego klęsk głodu i złego stanu gospodarki zaczęły narastać konflikty pomiędzy rządem a sudańską armią.
W lutym 1989 roku grupa oficerów Sił Zbrojnych Sudanu wystosowała premierowi ultimatum, w którym domagali się znalezienia politycznego sposobu zakończenia konfliktu, lub zwiększenia środków przeznaczanych na wojsko w celu zwycięstwa na polu militarnym.
Niektórzy zachodni dyplomaci stwierdzili, że zamach mógł zostać zainspirowany decyzją premiera, który 18 czerwca 1989 roku nakazał aresztowanie grupy 14 oficerów i 50 cywili oskarżonych o planowanie zamachu w celu przywrócenia do władzy obalonego w 1985 roku prezydenta Dżafara Muhammada an-Numajriego.

### Zamach
30 czerwca 1989 roku, oficerowie pod dowództwem płk. Umara Hasana al-Baszira twierdząc, że chronią kraj przed „zgniłymi partiami politycznymi”, z pomocą Narodowego Frontu Islamskiego, zastąpili rząd Sadika al-Mahdiego Radą Dowództwa Rewolucji Ocalenia Narodowego.